# Verticordia chrysantha
Verticordia chrysantha är en myrtenväxtart som beskrevs av Stephan Ladislaus Endlicher. Verticordia chrysantha ingår i släktet Verticordia och familjen myrtenväxter. Inga underarter finns listade i Catalogue of Life.